# استعمال الأسلحة الكيماوية في حرب الريف

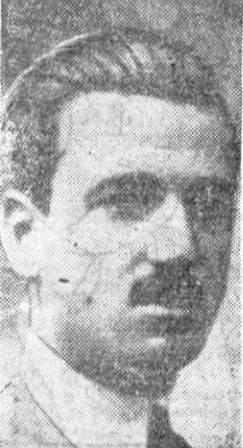

خلال حرب الريف الثالثة في منطقة المغرب الإسباني ما بين 1921 و1927.. ألقى الجيش الإسباني في أفريقيا بقنابل تجريبية كيميائية في محاولة لاخماد مقاومة شمال المغرب بقيادة زعيم المقاومين عبد الكريم الخطابي
هذه الهجمات التي وقعت عام 1924 هي المرة الأولى التي تُسقط فيه طائرات غاز الخردل، أي قبل عام واحد من توقيع اتفاقية جنيف «لحظر الاستعمال الحربي للغازات الخانقة أو السامة أو غيرها من الغازات والوسائل الحربية البكتريولوجية». الغاز المستخدم في هذه الهجمات هو من إنتاج شركة الشركة الوطنية للمنتوجات الكيماوية "Fabrica Nacional de Productos Químicos" بمدينة La Marañosa بالقرب من مدريد وتأسس هذا المصنع بمساعدة كبيرة من Hugo Stoltzenberg، الصيدلاني المرتبط بجهات من الحكومة الألمانية مكلفة بالأسلحة الكيميائية السرية في أوائل عشرينيات القرن الماضي والذي حصل في وقت لاحق على الجنسية الإسبانية.

## الكشف عن الحقيقة وقالو الأبحاث
رغم التستر على القصف الكمياوي الأسباني إلا ان بعض المراقبين العسكريين والطيارين مثل بيدرو توندرا بوينو Pedro Tonda Bueno في سيرته الذاتية La vida y yo (أنا والحياة)، التي نشرت عام 1974، تحدث عن إمطار طائرات للغازات السامة، وما ترتب عنه من تسميم للأراضي بالريف. كما دوّن إغناسيو هيدالغو دي سيسنيروس في سيرته الذاتية بمؤلفه Cambio de rumbo (تغيير المسار)، حيث يكشف كيف قاد شخصيا عددا من الهجمات الكيماوية بهذه المنطقة.
بعد سنوات، وفي عام 1990، كشف اثنان من الصحافيين والمحققين الألمان، روديبرت كونتس Rudibert Kunz ورولف-ديتر ميلر Rolf-Dieter Müller، في عملها Giftgas Gegen Abd El Krim: Deutschland, Spanien und der Gaskrieg in Spanisch-marokko, 1922-1927 (الغاز السام ضد عبد الكريم: ألمانيا، إسبانيا وحرب الغاز في المغرب الإسباني، 1922-1927)، وأثبتت التجارب العلمية أن القصف بالكيماوي قد حدث بالفعل. والمؤرخ البريطاني سيباستيان بالفور Sebastian Balfour، من كلية لندن للاقتصاد، في كتابه Deadly Embrace (عناق الموت)، أكد ثبوت استخدام واسع النطاق للأسلحة الكيماوية في هذه الحرب، متحققا من ذلك بعد دراسته للعديد من المحفوظات الأسبانية والفرنسية والبريطانية. ووفقا لبحثه، فإن إستراتيجية القوات الأسبانية كانت هي اختيار المناطق المكتظة بالسكان كأهداف لقنابل الغازات السامة. تم أنه عثر على أدلة إضافية في برقية من مسؤول بريطاني، H. Pughe Lloyd، الذي أرسل بها إلى وزير الحرب البريطاني.

## الخلفيات
ووفقا لسيباستيان بلفور، فإن دافع الهجمات الكيماوية يستند في المقام الأول إلى الثأر لهزيمة الجيش الإسباني في أفريقيا وتحديدا القوات الأهلية النظامية Regulares  في معركة أنوال يوم 22 يوليو 1921.
أدى الإخفاق الأسباني، وهزيمة أنوال ومقتل 13.000 قتيل من الإسبان والمجندين المحليين وفقا للحصيلة الرسمية، إلى أزمة سياسية وإلى إعادة تحديد السياسة الاستعمارية الأسبانية تجاه منطقة الريف. والأزمة السياسية التي أدت بإنداليسيو برييتو إلى القول في مجلس النواب: «نحن في أشد فترة من فترات الانحطاط الإسباني. فالحملة في أفريقيا هي وبدون مجاملة، فشل تام ومطلق للجيش الأسباني».
وحتى قبل استخدام الأسلحة الكيمياوية، لجأت القوات الأسبانية العاملة إلى أساليب القمع الوحشية، والتي شملت في بعض الحالات بثر الأعضاء، وذلك بعد الهزائم الأولية في حرب الريف الثانية سنة 1909.

## كتب قيّمة
- Balfour, Sebastian, Deadly Embrace: Morocco and the road to the Spanish Civil War, (بالأنجليزية) Oxford University Press, 2002 ISBN 0-19-925296-3.
- Rudibert, Kunz; Rolf-Dieter Müller, (بالأمانية), Giftgas Gegen Abd El Krim: Deutschland, Spanien und der Gaskrieg in Spanisch-marokko, 1922-1927 Rombach, 1990 ISBN 3-7930-0196-2.